# سکتور
سکتور (به انگلیسی: Sektor) یک شخصیت ساختگی در مجموعه بازی مورتال کامبت که نشر شده توسط میدوی گیمز و ساخته شده توسط اد بون و جان توبایاس است. او در سال ۱۹۹۵ در بازی مورتال کامبت ۳ حضور پیدا کرد، او در قبیلهٔ لین کوئی بود و جزو قاتلانی بود که تبدیل به سایبورگ شدند. همراه با همتایان خود یعنی سایرکس و اسموک، سکتور مأمور شد تا ساب-زیرو یکی از اعضای سابق قبیلهٔ لین کوئی را شکار کند. بر خلاف سایرکس و اسموک، سکتور هیچ‌وقت تبدیل به انسان نشد و وفاداری کامل خود را به لین کوئی نشان داد. او قبل از اینکه یک جبههٔ دیگری بسازد با ساب-زیرو بر سر رهبری قبیلهٔ لین کوئی جنگید ولی موفق نشد و بعد جبههٔ خودش را ساخت؛ یعنی تکونین؛ تکونین کاملاً از سربازان سایبری تشکیل شده‌است. در گذشته قبل از اینکه سکتور سایبری شود در مورتال کامبت ۲۰۱۱، سکتور رسماً به عنوان یک انسان قبل از اینکه به سایبورگ تبدیل شود دیده می‌شود.